# Rorippa pyrenaica
Rorippa pyrenaica là một loài thực vật có hoa trong họ Cải. Loài này được (All.) Rchb. miêu tả khoa học đầu tiên năm 1837.